# Neoribates punctulatus
Neoribates punctulatus är en kvalsterart som först beskrevs av Balogh 1970.  Neoribates punctulatus ingår i släktet Neoribates och familjen Parakalummidae. Inga underarter finns listade i Catalogue of Life.